# 斐济王国
斐济王国是1871年—1874年在斐济群岛存在的君主立宪制国家，由塞鲁·埃佩尼萨·萨空鲍担任国王。
斐济王国是第一个统一斐济群岛的国家，它的领土涵盖除罗图马之外的现代斐济。萨空鲍是姆巴乌岛的“武尼瓦卢”（意为“战争首领”或“最高酋长”）。他的父亲塔诺阿·维萨万加征服了布雷巴萨加联盟并控制了西斐济的大部分。萨空鲍巩固了对斐济群岛的控制并宣布自己为“图伊维提”（意为“斐济国王”）。这一举动招致了其他酋长的反对，他们只认可萨空鲍位列地位平等的众酋长的首席。但在1871年6月，英国名誉领事约翰·贝茨·瑟斯顿说服了斐济众酋长接受君主立宪制，并由萨空鲍出任国王。不过，王国的实权掌握在澳大利亚移民主导的内阁和立法机构手中。1871年11月，立法议会在莱武卡首次召开。
此后的几个月里，政府预算超支导致了不良债务累积。1872年，鉴于经济和社会动荡持续，在萨空鲍的要求下，瑟斯顿接触英国政府并转达出让群岛的提议。随后，两名英国特使来到斐济研究合并的可能性。但由于萨空鲍和他的竞争对手埃内莱·马阿富对权力分配的争执，斐济并入英国的问题变得复杂起来，萨空鲍和马阿富都为此犹豫了许多个月。1874年3月21日，萨空鲍终于作出最后决定，英国人随即接受。9月23日，负责处理斐济并入英国事务的夏喬士·羅便臣爵士（不久，他被任命为斐济殖民地首任总督）乘坐小型风帆战船“迪多”号抵达斐济，萨空鲍以鸣枪21响的王家礼节迎接了他。萨空鲍又犹豫了一阵子，才同意放弃他的“图伊维提”头衔。1874年10月10日，萨空鲍、马阿富和斐济其他一些资深酋长签署了两份转让契据副本，由此成立了几乎持续一个世纪的斐济殖民地。